# Чалкиитсик (аэропорт)
Аэропорт Чалкиитсик (англ. Chalkyitsik Airport), (ИАТА: CIK, ИКАО: PACI, FAA LID: CIK) — государственный гражданский аэропорт, обслуживающий авиаперевозки района Чалкиитсик (Аляска), США.

## Операционная деятельность
Аэропорт Чалкиитсик располагается на высоте 166 метров над уровнем моря и эксплуатирует одну взлётно-посадочную полосу:
- 3/21 размерами 1219 x 27 метров с гравийным покрытием.[1]

За период с 31 декабря 2005 года по 31 декабря 2006 года Аэропорт Чалкиитсик обработал 650 операций взлётов и посадок самолётов (54 операций ежемесячно). Из них 77 % пришлось на аэротакси и 23 % на авиацию общего назначения.